# ヨネムラマユミ
ヨネムラ マユミ（yonemura mayumi）は日本のキャラクターデザイナー・イラストレーターである。サンエックス所属。代表作は「まめゴマ」。

## 主な作品
- 小屋犬
- まめゴマ

## 著作
- 小屋犬
  - 小屋犬(主婦と生活社、2001/09/30、ISBN 4391125498)絶版

- まめゴマ
  - 『ワタシとまめゴマ日記』（主婦と生活社、2005/11、ISBN 9784391131574）
  - 『ワタシとまめゴマ日記2 ～手のりサイズのシアワセ～』（主婦と生活社、2006/11、ISBN 9784391133615）
  - 『ワタシとまめゴマ日記3 ～愛は水そうの中に～』（主婦と生活社、2007/08、ISBN 9784391134681）
  - 『ワタシとまめゴマ日記4 ～ちっちゃなサンタは枝豆にのって～』（主婦と生活社、2008/11、ISBN 9784391137170）
  - 『ワタシとまめゴマ日記5 ～くるゴマねるゴマ夏のゴマ～』（主婦と生活社、2009/07、ISBN 9784391138078）
  - 『まめゴマ ～手のひらにのる ちっちゃなあざらし～』（主婦と生活社、2008/07、ISBN 978-4-391-13653-1）
  - ねーねー（主婦と生活社）
  - ねーねー別冊 キャラさがしランド（主婦と生活社)
  - キャラぱふぇ vol.6 (アスキー・メディアワークス)

他多数
- その他
  - イラストノートNo.4 特集２ 企業の中で描くイラストレーション(誠文堂新光社)

## その他
- ラフな感じの絵はシャープペンシルで描いてパソコンで色づけしているとのこと(キャラクタートピックス2006年3月28日2:10より)。
- サンエックスでの社員バッジが公開されている。ちなみに記載されている名前は「米村」である。